# Голубович Євген
Голубович Євген (1884, м. Славське — 1.VII.1944, с. Оброшине) — український освітній і громадський діяч.

## Життєпис
Народився у м. Славське Сколівського повіту Австро-Угорської імперії. Дитячі і юнацькі роки провів в Чернівцях, де успішно закінчив гімназію та університет. Після навчання працював викладачем німецької мови у щойно заснованій українській гімназії м. Вижниця (1908 р.). Тут молодий Є. Голубович зарекомендував себе як ініціативний громадський діяч, який став керівником драматичного гуртка «Боян». Об’єднаний у цей гурток колектив професорів та гімназистів закладу активно відзначав річниці народження та смерті Тараса Шевченка. Зокрема, у 1910 р. з в рамках підготовки до цих урочистостей Є. Голубович переклав для виставу-комедію австрійського драматурга-комедіографа Йогана Непомука Нестроя «Трійка гультяйська». Постановку здійснили у тодішньому найбільшому залі Вижниці: будинку Фріста. Надалі Є. Голубович викладав у гімназіях Кіцманя, Чернівців та Рогатина, де недовго був директором (1929 р.). За німецької окупації, у першій половині 1940-х рр., Є. Голубовича призначили шкільним інспектором крайсгаутманшафту «Львівська заміська округа» (нім. Kreishauptmannschaft Lemberg-Land). Йому вдалося організувати рільничу школу для українців с. Оброшине. В цьому закладі, крім рільничої справи та спеціальних предметів, юнаки й дівчата вивчали історію України, отримували ідеологічно-патріотичний вишкіл. Учні з повагою і шаною ставилися до вчителів школи. Також навчання у закладі убезпечувало сільську молодь від примусового вивезення на роботу в Німеччину. 1 липня 1944 р. Є. Голубович загинув у лісі між селами Лапаївка і Оброшине від рук польської боївки.